# Abierto Mexicano de Tenis 2017 - Qualificazioni singolare maschile
Le qualificazioni del singolare maschile dell'Abierto Mexicano de Tenis 2017 sono state un torneo di tennis preliminare per accedere alla fase finale della manifestazione. I vincitori dell'ultimo turno sono entrati di diritto nel tabellone principale. In caso di ritiro di uno o più giocatori aventi diritto a questi sono subentrati i lucky loser, ossia i giocatori che hanno perso nell'ultimo turno ma che avevano una classifica più alta rispetto agli altri partecipanti che avevano comunque perso nel turno finale.

## Teste di serie
1. Ryan Harrison (ultimo turno)
2. Jordan Thompson (ultimo turno, Lucky loser)
3. Chung Hyeon (primo turno)
4. Radu Albot (ultimo turno)

1. Frances Tiafoe (qualificato)
2. Yoshihito Nishioka (qualificato)
3. Konstantin Kravčuk (primo turno)
4. Jared Donaldson (ultimo turno)

## Qualificati
1. Yoshihito Nishioka
2. Taylor Fritz

1. Stefan Kozlov
2. Frances Tiafoe

### Lucky loser
1. Jordan Thompson

## Tabellone

### Legenda
| - Q = Qualificato - WC = Wild card - LL = Lucky loser | - ALT = Alternate - SE = Special Exempt - PR = Protected Ranking | - w/o = Walkover - r = Ritirato - d = Squalificato |

### Sezione 1
|  | Primo turno | Primo turno        | Primo turno        | Primo turno | Primo turno |  |  | Ultimo turno | Ultimo turno       | Ultimo turno | Ultimo turno | Ultimo turno |  |
|  |             |                    |                    |             |             |  |  |              |                    |              |              |              |  |
|  | 1           | Ryan Harrison      | Ryan Harrison      | 6           | 6           |  |  |              |                    |              |              |              |  |
|  | PR          | Matthew Ebden      | Matthew Ebden      | 3           | 3           |  |  | 1            | Ryan Harrison      | 6            | 3            | 2            |  |
|  | Alt         | Tobias Kamke       | Tobias Kamke       | 4           | 2           |  |  | 6            | Yoshihito Nishioka | 3            | 6            | 6            |  |
|  | 6           | Yoshihito Nishioka | Yoshihito Nishioka | 6           | 6           |  |  |              |                    |              |              |              |  |

### Sezione 2
|  | Primo turno | Primo turno                 | Primo turno                 | Primo turno | Primo turno |  |  | Ultimo turno | Ultimo turno    | Ultimo turno | Ultimo turno | Ultimo turno |  |
|  |             |                             |                             |             |             |  |  |              |                 |              |              |              |  |
|  | 2           | Jordan Thompson             | Jordan Thompson             | 6           | 6           |  |  |              |                 |              |              |              |  |
|  | WC          | Alan Fernando Rubio Fierros | Alan Fernando Rubio Fierros | 1           | 2           |  |  | 2            | Jordan Thompson | 7            | 2            | 2            |  |
|  |             | Taylor Fritz                | Taylor Fritz                | 7           | 6           |  |  |              | Taylor Fritz    | 5            | 6            | 6            |  |
|  | 7           | Konstantin Kravčuk          | Konstantin Kravčuk          | 65          | 1           |  |  |              |                 |              |              |              |  |

### Sezione 3
|  | Primo turno | Primo turno     | Primo turno     | Primo turno | Primo turno |  |  | Ultimo turno | Ultimo turno    | Ultimo turno    | Ultimo turno | Ultimo turno |  |
|  |             |                 |                 |             |             |  |  |              |                 |                 |              |              |  |
|  | 3           | Chung Hyeon     | Chung Hyeon     | 2           | 2           |  |  |              |                 |                 |              |              |  |
|  |             | Stefan Kozlov   | Stefan Kozlov   | 6           | 6           |  |  |              | Stefan Kozlov   | Stefan Kozlov   | 7            | 6            |  |
|  | WC          | Manuel Sánchez  | Manuel Sánchez  | 4           | 3           |  |  | 8            | Jared Donaldson | Jared Donaldson | 5            | 3            |  |
|  | 8           | Jared Donaldson | Jared Donaldson | 6           | 6           |  |  |              |                 |                 |              |              |  |

### Sezione 4
|  | Primo turno | Primo turno          | Primo turno          | Primo turno | Primo turno |  |  | Ultimo turno | Ultimo turno   | Ultimo turno | Ultimo turno | Ultimo turno |  |
|  |             |                      |                      |             |             |  |  |              |                |              |              |              |  |
|  | 4           | Radu Albot           | 5                    | 6           | 6           |  |  |              |                |              |              |              |  |
|  |             | Santiago Giraldo     | 7                    | 0           | 2           |  |  | 4            | Radu Albot     | 4            | 6            | 3            |  |
|  | WC          | Kevin Jack Carpenter | Kevin Jack Carpenter | 3           | 0           |  |  | 5            | Frances Tiafoe | 6            | 3            | 6            |  |
|  | 5           | Frances Tiafoe       | Frances Tiafoe       | 6           | 6           |  |  |              |                |              |              |              |  |